# Baloldali Párt (Svédország)
A Baloldali Párt (svédül: Vänsterpartiet, rövidítése V) egy svédországi szocialista, feminista szellemiségű baloldali párt, amelynek radikális baloldali, kommunista gyökerei vannak.
Gazdasági ügyekben a párt elutasítja a privatizációt. Emellett ellenzi Svédország európai uniós tagságát. A párt ösztönzi az állami kiadásokat növelését illetve 1980-ban támogatta hogy Svédország tagja legyen az el nem kötelezett országok mozgalmának.
1998 és 2006 között a párt külső támogatója volt a szociáldemokrata-zöld párti kormánykoalíciónak.
A párt tagja az Baloldal az Európai Parlamentben – GUE/NGL európai pártszövetségnek.

## Ideológia

### Feminizmus
A párt állítása szerint nincs Svédországban a nemek tekintetében társadalmi egyenlőség. Ennek okán a párt szorgalmazza, hogy társadalmi egyenlőségért felelős minisztériumot hozzanak létre és hogy a középiskolákban vezessék be a "feminista önvédelem" tantárgyat. A pártban a feminizmus 1997-ben jelent meg. Ellenzi a párt a prostitúciót és támogatja a Svéd Szexkereskedelmi Törvényt.

### Bevándorlás
A párt támogatja, hogy a bevándorlóknak a svéd nyelv oktatási színvonalát emeljék. Az újonnan érkezett menekülteknek a párt foglalkoztatási támogatást hozna létre, hogy a munkaerőpiac részei legyenek.

### Külpolitika
Az izraeli-palesztin konfliktusban a párt az 1967-ben megállapított határokat támogatja. Ellenzi a párt Svédország európai uniós tagságát. A párt felszólítja az EU-t, hogy fagyassza be a kereskedelmei megállapodást Izraellel. A pártot az EU-val való kritikája miatt euroszkeptikus pártnak tartják.